# Comuna Vilhove, Uleanovka
Vilhove (în ucraineană Вільхове) este o comună în raionul Uleanovka, regiunea Kirovohrad, Ucraina, formată din satele Serhiivka și Vilhove (reședința).

## Demografie
Componența lingvistică a comunei Vilhove
     Ucraineană (98,37%)
     Rusă (1,41%)
     Alte limbi (0,07%)
Conform recensământului din 2001, majoritatea populației comunei Vilhove era vorbitoare de ucraineană (98,37%), existând în minoritate și vorbitori de rusă (1,41%).